# Campionato Maranhense 2023
Il Campionato Maranhense 2023 è stata la 102ª edizione della massima serie del campionato maranhense. La stagione è iniziata l'11 gennaio 2023 e si è conclusa il 26 marzo successivo.

## Stagione

### Novità
Sono state promosse dalla Segunda Divisão il Maranhão e il Chapadinha. Sono retrocesse invece Tuntum e Juventude-MA.

### Formato
Il torneo si svolge in due turni identici: è prevista una prima fase composta da due gironi da quattro squadre. Le prime due classificate di tali gironi, accedono al secondo turno che decreterà la formazione vincitrice.
Le squadre vincitrici dei due turni, si affronteranno in un match singolo per decretare la vincitrice del Campionato Maranhense. Nel caso una squadra abbia vinto ambedue i turni, sarà questa ad essere decretata vincitrice del campionato.
Retrocedono in Segunda Divisão le formazioni con la somma minore di punti ottenuti in ambedue i turni.
La formazione vincitrice potrà partecipare alla Coppa del Brasile 2024 e alla Copa do Nordeste 2024. La seconda classificata solo alla Coppa del Brasile. Esclusi i club che sono già qualificati alle prime tre serie del campionato nazionale, la due formazioni meglio piazzate potranno partecipare alla Série D 2024.

## Risultati

### Primo turno

#### Fase a gironi
|  | Pos. | Squadra        | Pt | G | V | N | P | GF | GS | DR |
|  | ---- | -------------- | -- | - | - | - | - | -- | -- | -- |
|  | 1.   | Sampaio Corrêa | 9  | 3 | 3 | 0 | 0 | 5  | 0  | +5 |
|  | 2.   | IAPE           | 3  | 3 | 1 | 0 | 2 | 2  | 3  | -1 |
|  | 3.   | Chapadinha     | 3  | 3 | 1 | 0 | 2 | 4  | 6  | -2 |
|  | 4    | Pinheiro-MA    | 3  | 3 | 1 | 0 | 2 | 3  | 5  | -2 |

Legenda:
      Ammessa alla fase finale.
Note:
Tre punti a vittoria, uno a pareggio, zero a sconfitta.
Gruppo B
|  | Pos. | Squadra     | Pt | G | V | N | P | GF | GS | DR  |
|  | ---- | ----------- | -- | - | - | - | - | -- | -- | --- |
|  | 1.   | Maranhão    | 7  | 3 | 2 | 1 | 0 | 9  | 1  | +8  |
|  | 2.   | Moto Club   | 5  | 3 | 1 | 2 | 0 | 2  | 1  | +1  |
|  | 3.   | Cordino     | 4  | 3 | 1 | 1 | 1 | 5  | 4  | +1  |
|  | 4    | São José-MA | 0  | 3 | 0 | 0 | 3 | 3  | 13 | -10 |

Legenda:
      Ammessa alla fase finale.
Note:
Tre punti a vittoria, uno a pareggio, zero a sconfitta.

#### Fase finale
|  | Semifinali | Semifinali     | Semifinali |          |       | Finale         | Finale | Finale |  |
|  |            |                |            |          |       |                |        |        |  |
|  | 1A         | Sampaio Corrêa | 2          |          |       |                |        |        |  |
|  | 1A         | Sampaio Corrêa | 2          |          |       |                |        |        |  |
|  | 2B         | Moto Club      | 0          |          |       |                |        |        |  |
|  | 2B         | Moto Club      | 0          |          | 1A    | Sampaio Corrêa | 0 (2)  |        |  |
|  |            |                |            |          | 1A    | Sampaio Corrêa | 0 (2)  |        |  |
|  |            |                | 1B         | Maranhão | 0 (4) |                |        |        |  |
|  | 1B         | Maranhão       | 1B         | Maranhão | 0 (4) | 3              |        |        |  |
|  | 1B         | Maranhão       |            |          |       |                |        |        |  |
|  | 2A         | IAPE           | 1          |          |       |                |        |        |  |

### Secondo turno

#### Fase a gironi
Gruppo A
|  | Pos. | Squadra        | Pt | G | V | N | P | GF | GS | DR  |
|  | ---- | -------------- | -- | - | - | - | - | -- | -- | --- |
|  | 1.   | Sampaio Corrêa | 10 | 4 | 3 | 1 | 0 | 14 | 3  | +11 |
|  | 2.   | Pinheiro-MA    | 7  | 4 | 2 | 1 | 1 | 12 | 4  | +8  |
|  | 3.   | Chapadinha     | 4  | 4 | 1 | 1 | 2 | 8  | 8  | 0   |
|  | 4    | IAPE           | 4  | 4 | 1 | 1 | 2 | 5  | 7  | -2  |

Legenda:
      Ammessa alla fase finale.
Note:
Tre punti a vittoria, uno a pareggio, zero a sconfitta.
Gruppo B
|  | Pos. | Squadra     | Pt | G | V | N | P | GF | GS | DR  |
|  | ---- | ----------- | -- | - | - | - | - | -- | -- | --- |
|  | 1.   | Maranhão    | 8  | 4 | 2 | 2 | 0 | 7  | 3  | +4  |
|  | 2.   | Moto Club   | 8  | 4 | 2 | 2 | 0 | 5  | 5  | 0   |
|  | 3.   | Cordino     | 5  | 4 | 1 | 2 | 1 | 5  | 6  | -1  |
|  | 4    | São José-MA | 0  | 4 | 0 | 0 | 4 | 4  | 25 | -21 |

Legenda:
      Ammessa alla fase finale.
Note:
Tre punti a vittoria, uno a pareggio, zero a sconfitta.

#### Fase finale
|  | Semifinali | Semifinali     | Semifinali |           |    | Finale   | Finale | Finale |  |
|  |            |                |            |           |    |          |        |        |  |
|  | 1B         | Maranhão       | 3          |           |    |          |        |        |  |
|  | 1B         | Maranhão       | 3          |           |    |          |        |        |  |
|  | 2A         | Pinheiro-MA    | 0          |           |    |          |        |        |  |
|  | 2A         | Pinheiro-MA    | 0          |           | 1B | Maranhão | 0      |        |  |
|  |            |                |            |           | 1B | Maranhão | 0      |        |  |
|  |            |                | 2B         | Moto Club | 1  |          |        |        |  |
|  | 1A         | Sampaio Corrêa | 2B         | Moto Club | 1  | 0        |        |        |  |
|  | 1A         | Sampaio Corrêa |            |           |    |          |        |        |  |
|  | 2B         | Moto Club      | 2          |           |    |          |        |        |  |

### Finale
| Squadra 1 | Totale          | Squadra 2 | Andata | Ritorno |
| --------- | --------------- | --------- | ------ | ------- |
| Moto Club | 2 – 2 (4-5 dtr) | Maranhão  | 1 – 1  | 1 – 1   |

## Classifica generale
|  | Pos. | Squadra        | Pt | G  | V | N | P | GF | GS | DR  |
|  | ---- | -------------- | -- | -- | - | - | - | -- | -- | --- |
|  | 1.   | Maranhão       | 24 | 13 | 6 | 6 | 1 | 25 | 8  | +17 |
|  | 2.   | Moto Club      | 19 | 12 | 5 | 4 | 3 | 12 | 10 | +2  |
|  | 3.   | Sampaio Corrêa | 23 | 10 | 7 | 2 | 1 | 21 | 5  | +16 |
|  | 4.   | Pinheiro-MA    | 10 | 8  | 3 | 1 | 4 | 15 | 12 | +3  |
|  | 5.   | Cordino        | 9  | 7  | 2 | 3 | 2 | 10 | 10 | 0   |
|  | 6.   | Chapadinha     | 7  | 7  | 2 | 1 | 4 | 12 | 14 | -2  |
|  | 7.   | IAPE           | 7  | 8  | 2 | 1 | 5 | 8  | 13 | -5  |
|  | 8.   | São José-MA    | 0  | 7  | 0 | 0 | 7 | 7  | 38 | -31 |

Legenda:

      Vincitore del Campionato Maranhense 2023 e qualificato per la Coppa del Brasile 2024, il Campeonato Brasileiro Série D 2024 e la Copa Verde 2024.
      Qualificato per il Campeonato Brasileiro Série D 2024 e la Coppa del Brasile 2024.
      Qualificato per la Coppa del Brasile 2024.
      Retrocesse in Segunda Divisão 2024